# 羽地内海

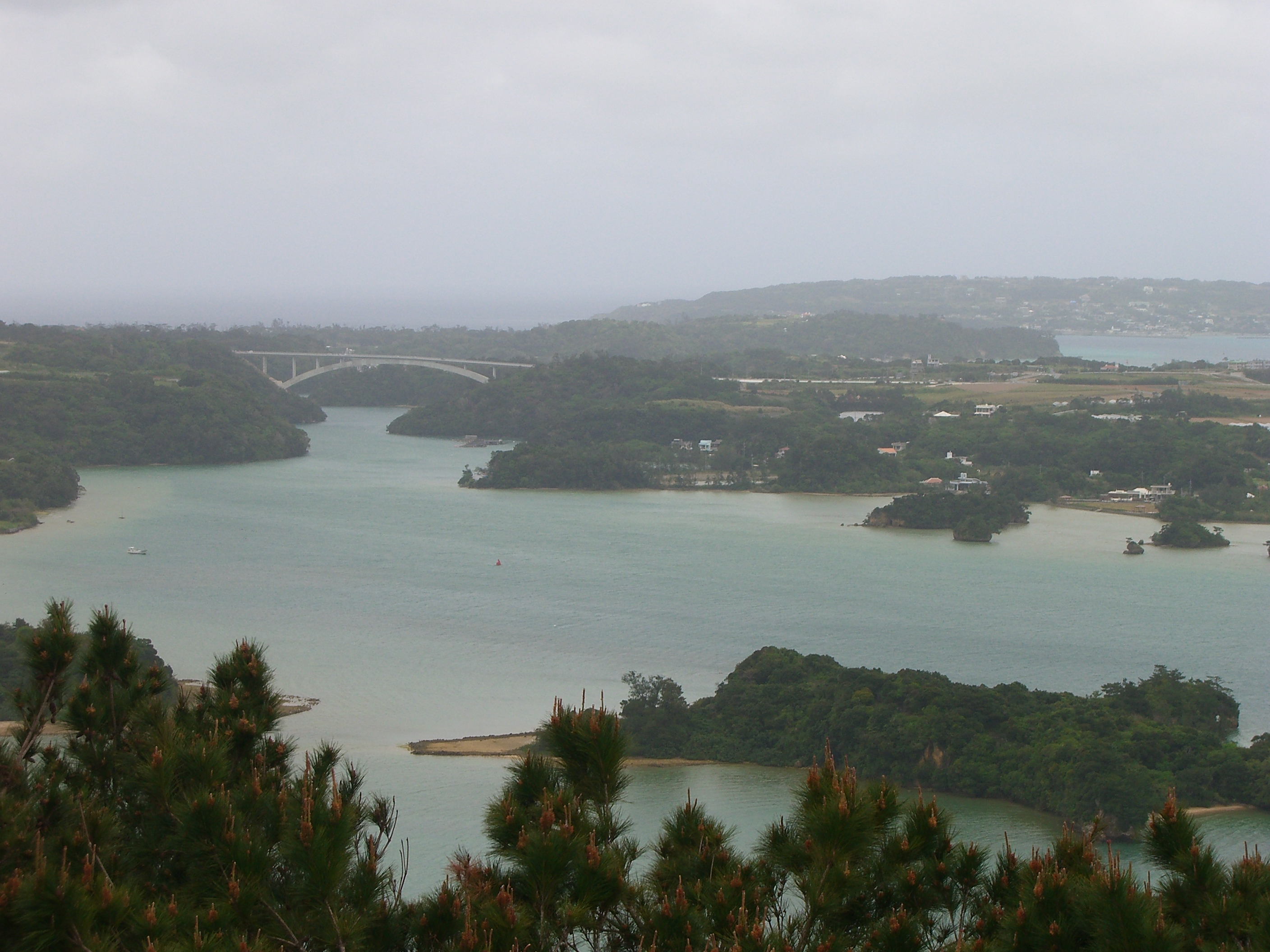
羽地内海。左が本部半島、右が屋我地島。嵐山展望台より撮影。

羽地内海（はねじないかい）は、沖縄本島の本部半島と屋我地島とで囲まれた海域である。「沖縄の瀬戸内海」「沖縄の松島」と呼ばれることもある。

## 名称
羽地内海という命名は第二次世界大戦後のものとされ、1923年（大正12年）陸地測量部発行の5万分の1地形図では、羽地内海全体が勘手納港と表示されている。
別称として屋我地内海（やがじないかい）ということもある。

## 区域
羽地内海の区域は、南北約4km、東西約6kmで、面積は約10km2である。東シナ海とは羽地内海の北側と東側でつながっている。水深は最大10mである。内海には佐我屋島、ヤガンナ島、ジャルマ島などの無人島がある。
羽地内海の北側で羽地内海と東シナ海とをつなぐのは「ワルミ海峡」である。「ワルミ」とは「割れ目」の意味であり、ワルミ海峡は、その名のとおり細長い海峡である。その長さは約1.5km、その幅は150 - 180m、海峡両岸（本部半島と屋我地島）の標高は45 - 50mである。この海峡にはワルミ大橋がかかっている。この海峡はワルミ水路や運天水道ともいう。
羽地内海の東側では、沖縄島と奧武島との間ならびに奥武島と屋我地島との間で羽地内海と東シナ海とがつながっている。沖縄島と奥武島との間には羽地奥武橋がかかっており、奥武島と屋我地島との間には屋我地大橋がかかっている。
羽地内海とワルミ海峡は運天港の区域の一部となっている。荒天時には、羽地内海は避難泊地となる。

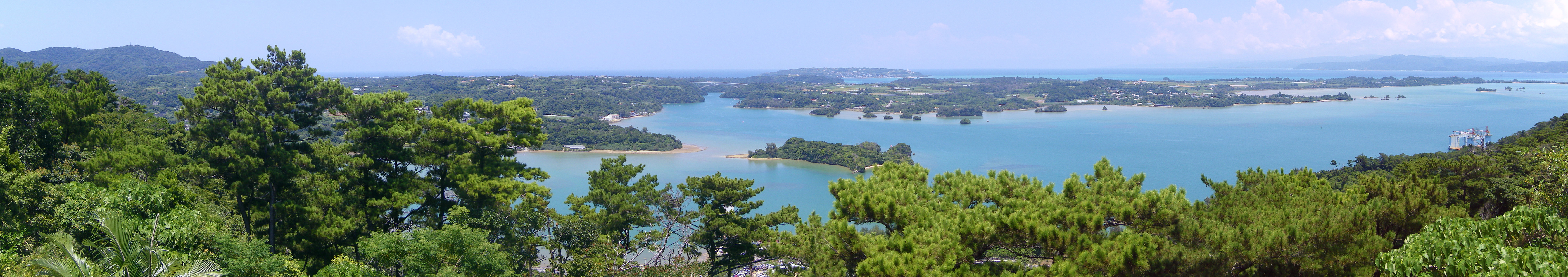
嵐山展望台から見た羽地内海のパノラマ

## 沿岸
羽地内海の沿岸は沖縄県名護市と今帰仁村である。沿岸には干潟が発達している。また、南岸では真喜屋大川、羽地大川、我部祖河川などの河川が羽地内海に注いでいる。
南岸にはかつて勘手納港（カンティーナンナトゥ）と呼ばれた港があった。ここは、琉球王国が薩摩藩に上納する仕上世米の積出港の一つであった。現在は、仲尾次漁港が立地している。
羽地内海北岸の今帰仁村湧川、名護市我部にはかつて塩田があった。

## 自然・交通
羽地内海は沖縄海岸国定公園の区域となっている。また1000haが特別鳥獣保護区に、3700haが鳥獣保護区に指定されている。沿岸の干潟には多数の鳥が飛来する。
内海ではクロダイ、ハマフエフキダイ、アシチン、キス、ボラ、ガザミなどが釣れ、干潟では貝が取れる。
羽地内海の水は、大規模な土地改良事業により流出した赤土や沿岸の豚舎から排出される汚水で汚染されたことがある。
嵐山展望台や多野岳山頂から羽地内海を見渡すことができる。
道路交通上、ワルミ大橋が開通したことで、羽地内海の沿岸を車で一周できるようになった。そのルートの一例として、仲尾次から国道58号、沖縄県道110号線、沖縄県道248号屋我地仲宗根線、国道505号を利用して仲尾次に戻る事が可能となった。
2021年には、福徳岡ノ場の噴火で噴出した軽石が流れ着いて広範囲に覆われた。